# Puertoricomys corozalus
Puertoricomys corozalus är en utdöd däggdjursart som först beskrevs av Williams och Karl F. Koopman 1951.  Puertoricomys corozalus är ensam i släktet Puertoricomys som ingår i familjen lansråttor. Inga underarter finns listade i Catalogue of Life. Kvarlevor av arten hittades i Puerto Rico. Gnagaren listades ursprungligen i släktet Proechimys.